# 梁板镇
梁板乡，是中華人民共和國四川省鄰水縣下辖的一个乡镇级行政单位。

## 沿革[2]
- 民國二十九年(1940年)3月1日，梁家鄉和板橋鄉合併為梁板鄉。
- 1949年12月後，鼎屏區人民政府即建立了梁板鄉公所。1950年7月30日，鼎屏區改稱第一區，梁板鄉屬第一區公所領導。1952年8月，梁板鄉劃歸第二區公所領導。1953年4月24日，梁板鄉公所改稱粱板鄉人民政府。9月4日，梁板鄉改名板橋鄉。1956年1月16日，改板橋鄉人民政府為梁板鄉人民委員會，隸屬城北區公所領導。1958年9月22日，改鄉人民委員會為人民公社。1961年11月，城南區重建後，梁板人民公社又劃歸城南區公所領導。1966年5月「文革」開始後，梁板人民公社工作受到干擾。1967年1月，為了破「四舊」，梁板人民公社改稱曙光人民公社。3月，由公社武裝幹部和群眾主持成立了曙光人民公社生產辦公室，負責公社日常工作。
- 2019年12月，撤乡设镇。[3]

## 行政区划
梁板乡下辖以下地区：
山尖村、黃龍村、大壩村、曙光村、高龍村、白馬村、清水村、紅旗村。